# Estoril Open 2012 - Qualificazioni singolare maschile
Le qualificazioni del singolare maschile dell'Estoril Open 2012 sono state un torneo di tennis preliminare per accedere alla fase finale della manifestazione. I vincitori dell'ultimo turno sono entrati di diritto nel tabellone principale. In caso di ritiro di uno o più giocatori aventi diritto a questi sono subentrati i lucky loser, ossia i giocatori che hanno perso nell'ultimo turno ma che avevano una classifica più alta rispetto agli altri partecipanti che avevano comunque perso nel turno finale.

## Teste di serie
1. Daniel Muñoz de la Nava (qualificato)
2. Javier Martí (qualificato)
3. Íñigo Cervantes (qualificato)
4. Iván Navarro (qualificato)

1. Evgenij Korolëv (primo turno)
2. James McGee (secondo turno)
3. Nick van der Meer (primo turno, ritiro)
4. Sergio Gutiérrez-Ferrol (ultimo turno)

## Qualificati
1. Daniel Muñoz de la Nava
2. Javier Martí

1. Iñigo Cervantes
2. Iván Navarro

## Tabellone

### Legenda
| - Q = Qualificato - WC = Wild card - LL = Lucky loser | - ALT = Alternate - SE = Special Exempt - PR = Protected Ranking | - w/o = Walkover - r = Ritirato - d = Squalificato |

### Sezione 1
|  | Primo turno            | Primo turno             | Primo turno             | Primo turno | Primo turno |  |  | Secondo turno | Secondo turno           | Secondo turno           | Secondo turno           | Secondo turno           |   |   | Ultimo turno | Ultimo turno            | Ultimo turno            | Ultimo turno | Ultimo turno |  |
|  |                        |                         |                         |             |             |  |  |               |                         |                         |                         |                         |   |   |              |                         |                         |              |              |  |
|  | 1                      | Daniel Muñoz de la Nava | Daniel Muñoz de la Nava | 6           | 6           |  |  |               |                         |                         |                         |                         |   |   |              |                         |                         |              |              |  |
|  | WC                     | Gonçalo Pereira         | Gonçalo Pereira         | 0           | 0           |  |  | 1             | Daniel Muñoz de la Nava | Daniel Muñoz de la Nava | 6                       | 6                       |   |   |              |                         |                         |              |              |  |
|  | WC                     | Artur Completo          | Artur Completo          | 3           | 1           |  |  |               | José-Ricardo Nunes      | José-Ricardo Nunes      | 3                       | 1                       |   |   |              |                         |                         |              |              |  |
|  |                        | José-Ricardo Nunes      | José-Ricardo Nunes      | 6           | 6           |  |  |               |                         |                         |                         |                         |   |   | 1            | Daniel Muñoz de la Nava | Daniel Muñoz de la Nava | 6            | 6            |  |
|  | Rafael Mazón-Hernández | Rafael Mazón-Hernández  | Rafael Mazón-Hernández  | 1           | 0           |  |  |               |                         | 8                       | Sergio Gutiérrez-Ferrol | Sergio Gutiérrez-Ferrol | 3 | 4 |              |                         |                         |              |              |  |
|  | David Marrero          | David Marrero           | David Marrero           | 6           | 6           |  |  |               | David Marrero           | 3                       | 7                       | 5                       |   |   |              |                         |                         |              |              |  |
|  | WC                     | Romain Barbosa          | Romain Barbosa          | 1           | 2           |  |  | 8             | Sergio Gutiérrez-Ferrol | 6                       | 63                      | 7                       |   |   |              |                         |                         |              |              |  |
|  | 8                      | Sergio Gutiérrez-Ferrol | Sergio Gutiérrez-Ferrol | 6           | 6           |  |  |               |                         |                         |                         |                         |   |   |              |                         |                         |              |              |  |

### Sezione 2
|  | Primo turno     | Primo turno         | Primo turno     | Primo turno | Primo turno |  |  | Secondo turno       | Secondo turno       | Secondo turno       | Secondo turno   | Secondo turno   |   |   | Ultimo turno | Ultimo turno | Ultimo turno | Ultimo turno | Ultimo turno |  |
|  |                 |                     |                 |             |             |  |  |                     |                     |                     |                 |                 |   |   |              |              |              |              |              |  |
|  | 2               | Javier Martí        | Javier Martí    | 6           | 6           |  |  |                     |                     |                     |                 |                 |   |   |              |              |              |              |              |  |
|  | WC              | João Barra          | João Barra      | 1           | 0           |  |  | 2                   | Javier Martí        | Javier Martí        | 6               | 6               |   |   |              |              |              |              |              |  |
|  | Tomasz Bednarek | Tomasz Bednarek     | Tomasz Bednarek | 7           | 6           |  |  |                     | Tomasz Bednarek     | Tomasz Bednarek     | 3               | 0               |   |   |              |              |              |              |              |  |
|  | Gonçalo Falcão  | Gonçalo Falcão      | Gonçalo Falcão  | 5           | 2           |  |  |                     |                     |                     |                 |                 |   |   | 2            | Javier Martí | Javier Martí | 6            | 6            |  |
|  | Martin Trueva   | Martin Trueva       | 64              | 6           | 4           |  |  |                     |                     |                     | Sebastian Lavie | Sebastian Lavie | 0 | 2 |              |              |              |              |              |  |
|  | Sebastian Lavie | Sebastian Lavie     | 7               | 3           | 6           |  |  | Sebastian Lavie     | Sebastian Lavie     | Sebastian Lavie     | 6               | 6               |   |   |              |              |              |              |              |  |
|  |                 | Enrique López-Pérez | 6               | 610         | 1           |  |  | Enrique López-Pérez | Enrique López-Pérez | Enrique López-Pérez | 4               | 4               |   |   |              |              |              |              |              |  |
|  | 7               | Nick van der Meer   | 3               | 712         | 2r          |  |  |                     |                     |                     |                 |                 |   |   |              |              |              |              |              |  |

### Sezione 3
|  | Primo turno     | Primo turno              | Primo turno              | Primo turno | Primo turno |  |  | Secondo turno | Secondo turno   | Secondo turno   | Secondo turno   | Secondo turno |   |   | Ultimo turno | Ultimo turno    | Ultimo turno | Ultimo turno | Ultimo turno |  |
|  |                 |                          |                          |             |             |  |  |               |                 |                 |                 |               |   |   |              |                 |              |              |              |  |
|  | 3               | Iñigo Cervantes          | Iñigo Cervantes          | 6           | 6           |  |  |               |                 |                 |                 |               |   |   |              |                 |              |              |              |  |
|  |                 | Frederico Ferreira Silva | Frederico Ferreira Silva | 4           | 1           |  |  | 3             | Iñigo Cervantes | 4               | 6               | 6             |   |   |              |                 |              |              |              |  |
|  | Vasco Pascoal   | Vasco Pascoal            | Vasco Pascoal            | 3           | 0           |  |  |               | Michail Elgin   | 6               | 3               | 3             |   |   |              |                 |              |              |              |  |
|  | Michail Elgin   | Michail Elgin            | Michail Elgin            | 6           | 6           |  |  |               |                 |                 |                 |               |   |   | 3            | Iñigo Cervantes | 6            | 4            | 6            |  |
|  | Henri Laaksonen | Henri Laaksonen          | 3                        | 6           | 6           |  |  |               |                 |                 | Henri Laaksonen | 3             | 6 | 2 |              |                 |              |              |              |  |
|  | David Estruch   | David Estruch            | 6                        | 2           | 2           |  |  |               | Henri Laaksonen | Henri Laaksonen | 7               | 6             |   |   |              |                 |              |              |              |  |
|  | WC              | Henrique Sousa           | Henrique Sousa           | 0           | 2           |  |  | 6             | James McGee     | James McGee     | 65              | 2             |   |   |              |                 |              |              |              |  |
|  | 6               | James McGee              | James McGee              | 6           | 6           |  |  |               |                 |                 |                 |               |   |   |              |                 |              |              |              |  |

### Sezione 4
|  | Primo turno      | Primo turno           | Primo turno      | Primo turno | Primo turno |  |  | Secondo turno | Secondo turno         | Secondo turno         | Secondo turno         | Secondo turno         |   |   | Ultimo turno | Ultimo turno | Ultimo turno | Ultimo turno | Ultimo turno |  |
|  |                  |                       |                  |             |             |  |  |               |                       |                       |                       |                       |   |   |              |              |              |              |              |  |
|  | 4                | Iván Navarro          | 6                | 4           | 6           |  |  |               |                       |                       |                       |                       |   |   |              |              |              |              |              |  |
|  |                  | Leonardo Tavares      | 3                | 6           | 4           |  |  | 4             | Iván Navarro          | Iván Navarro          | 6                     | 6                     |   |   |              |              |              |              |              |  |
|  | Gonçalo Loureiro | Gonçalo Loureiro      | Gonçalo Loureiro | 2           | 1           |  |  |               | João Domingues        | João Domingues        | 3                     | 3                     |   |   |              |              |              |              |              |  |
|  | João Domingues   | João Domingues        | João Domingues   | 6           | 6           |  |  |               |                       |                       |                       |                       |   |   | 4            | Iván Navarro | Iván Navarro | 7            | 6            |  |
|  | WC               | Vasco Mensurado       | Vasco Mensurado  | 7           | 6           |  |  |               |                       |                       | Roberto Ortega-Olmedo | Roberto Ortega-Olmedo | 5 | 2 |              |              |              |              |              |  |
|  | WC               | Diogo Rocha           | Diogo Rocha      | 5           | 2           |  |  | WC            | Vasco Mensurado       | Vasco Mensurado       | 3                     | 4                     |   |   |              |              |              |              |              |  |
|  |                  | Roberto Ortega-Olmedo | 6                | 6           | 6           |  |  |               | Roberto Ortega-Olmedo | Roberto Ortega-Olmedo | 6                     | 6                     |   |   |              |              |              |              |              |  |
|  | 5                | Evgenij Korolëv       | 78               | 4           | 1           |  |  |               |                       |                       |                       |                       |   |   |              |              |              |              |              |  |